# 梅山街道 (延平区)
梅山街道，是中华人民共和国福建省南平市延平区下辖的一个乡镇级行政单位。

## 行政区划
梅山街道下辖以下地区：
中山社区、中和社区、东山社区、文宣社区、自强社区、金山塔社区、超骧社区和解放社区。